# 炭﨑俊毅
炭﨑 俊毅（すみさき としき、2008年6月2日 - ）は、日本の将棋棋士。兵庫県姫路市出身。井上慶太九段門下。棋士番号は346。日本将棋連盟所属棋士の中で現役最年少棋士（2025年4月以降）。

## 人物
- 得意戦法は相掛かり[1]。対局ソフトはあまり使わずに実戦を重視している[2]。居飛車党であるが振り飛車も指す[3]。
- 保育園当時に同じ5歳の友達から教わり将棋を指したことが、将棋を始めたきっかけとなった[1][3]。「誰にも邪魔をされず、自分の考えを表現できるところが楽しいなと思った」という[3]。
- 関西研修会には2018年6月から在籍[3]、関西奨励会には2019年9月から在籍[1]。
- 2019年4月、姫路市立英賀保小学校5年時の10歳で小学生将棋名人となる[4][5]。「正座の方が気合が入る」として、椅子対局でありながら椅子の上で正座をするスタイルで決勝を戦った[3]。
- 中学・高校に通いながら奨励会を勝ち抜いた「高校生棋士」[6]で、2025年4月現在兵庫県立姫路西高等学校2年に在籍[7]。将棋との両立が勉強にもいい影響となり、大学進学も視野に入れている[6]。奨励会を勝ち抜くまで、学校の友人の「最後まで頑張って」との励ましがモチベーションになり、新四段会見の席で友人への感謝を述べている[6]。
- 新四段会見時の目標として、安定感のある将棋を指したいとして、井上門下の兄弟子である藤本渚、上野裕寿の名を挙げた[2]。また、対戦してみたい棋士として師匠の井上慶太、兄弟子の藤本、上野の名を挙げた[2]。
- 勝負の世界で生きるのに大事な、大切にしている言葉は「勝っておごらず、負けてくさらず」[2]。
- 父親によると、小さい頃は負けず嫌いな子で、よく負けては悔し泣きしていたという[3]。父親が姫路市職員ということもあり地元姫路への思い入れも強く、対局帰りに新幹線の車中から見える姫路城に癒される[7]。

## 棋歴
アマチュア棋戦
- 2019年4月、第44回小学生将棋名人戦優勝[4][5]。

## 昇段履歴
研修会（関西研修会）
- 2018年06月00日：関西研修会 入会 [3]

奨励会（関西奨励会）
- 2019年09月00日：6級 = 関西奨励会入会 [1][8]

| - 2020年06月21日：5級（6連勝） - 2020年08月21日：4級（9勝3敗） - 2020年09月12日：3級（6連勝） - 2020年12月06日：2級（9勝3敗） - 2021年03月21日：1級（6連勝） - 2021年12月04日：初段（16勝6敗） - 2022年11月19日：二段（14勝5敗） |

- 2023年04月15日：三段（12勝3敗）[12]
2023年04月15日：三段（第74回奨励会三段リーグ〈2023年度後期〉より三段リーグに参加）[1]
- 2025年04月01日：四段（第76回奨励会三段リーグ成績2位〈15勝3敗〉） = プロ入り [13][1]

四段昇段以降
- 2025年04月01日：四段 = プロ入り [13][1]

## 主な成績
タイトル棋戦
- 竜王戦：（未参加、第39期より参加予定）
- 順位戦：第84期 C級2組・序列56位 ／ 過去最高：（記録なし）
- 叡王戦：（未参加、第11期より参加予定）
- 王位戦：第67期より参加 ／ 過去最高：（記録なし）
- 王座戦：（未参加、第74期より参加予定）
- 棋王戦：（未参加、第52期より参加予定）
- 王将戦：（未参加、第76期より参加予定）
- 棋聖戦：第97期より参加 ／ 過去最高：（記録なし）

一般棋戦・若手棋戦
- 朝日杯：第19回より参加 ／ 過去最高：（記録なし）
- 銀河戦：（未参加、第34期より参加予定）
- NHK杯：（未参加、第76回より参加予定）
- 新人王戦：第56期 0勝（三段として出場） ／ 過去最高：0勝（第56期、三段当時）
- 加古川青流戦：第15期 2回戦敗退（0勝） ／ 過去最高：2回戦敗退（0勝、第15期）

### 在籍クラス
| 開始 年度 | (出典)順位戦出典 | (出典)順位戦出典 | (出典)順位戦出典 | (出典)順位戦出典 | (出典)順位戦出典 | (出典)順位戦出典 | (出典)順位戦出典 | (出典)順位戦出典 | (出典)竜王戦出典 | (出典)竜王戦出典 | (出典)竜王戦出典 | (出典)竜王戦出典 | (出典)竜王戦出典 | (出典)竜王戦出典 | (出典)竜王戦出典 | (出典)竜王戦出典 | (出典)竜王戦出典 | (出典)竜王戦出典 |
| 開始 年度 | 期               | 名人             | A級              | B級              | B級              | C級              | C級              | 0                | 期               | 竜王             | 1組              | 2組              | 3組              | 4組              | 5組              | 6組              | 決勝 T           |                  |
| 開始 年度 | 期               | 名人             | A級              | 1組              | 2組              | 1組              | 2組              | 0                | 期               | 竜王             | 1組              | 2組              | 3組              | 4組              | 5組              | 6組              | 決勝 T           |                  |
| --- | ---------------- | ---------------- | ---------------- | ---------------- | ---------------- | ---------------- | ---------------- | ---------------- | ---------------- | ---------------- | ---------------- | ---------------- | ---------------- | ---------------- | ---------------- | ---------------- | ---------------- | ---------------- |
| 2025 | 84               |                  |                  |                  |                  |                  | C256             | -                | 39               |                  |                  |                  |                  |                  |                  | 6組              | --               | -                |
| 順位戦、竜王戦の 枠表記 は挑戦者。右欄の数字は勝-敗(番勝負/PO含まず)。 順位戦の右数字はクラス内順位 ( x当期降級点 / *累積降級点 / +降級点消去 ) 順位戦の「F編」はフリークラス編入 /「F宣」は宣言によるフリークラス転出。 竜王戦の 太字 はランキング戦優勝、竜王戦の 組(添字) は棋士以外の枠での出場。 |                  |                  |                  |                  |                  |                  |                  |                  |                  |                  |                  |                  |                  |                  |                  |                  |                  |                  |

### 年度別成績
| 年度                                                               | 対局数 | 勝数 | 負数 | 勝率   | (出典) |
| ------------------------------------------------------------------ | ------ | ---- | ---- | ------ | ------ |
| 2024年度                                                           | 1      | 0    | 1    | 0.0000 | [ 16 ] |
| 合計                                                               | 1      | 0    | 1    | 0.0000 |        |
| 2025年4月1日 四段昇段 四段昇段前の成績（棋士通算成績の合算対象外） |        |      |      |        |        |